# Marsh Glacier
Marsh Glacier är en glaciär i Antarktis. Den ligger i Östantarktis. Australien gör anspråk på området. Marsh Glacier ligger 1 402 meter över havet.
Terrängen runt Marsh Glacier är platt åt sydväst, men åt nordost är den kuperad. Trakten är obefolkad. Det finns inga samhällen i närheten.